# 上海大腕
『上海大腕』（シャンハイターワン）は、テレビ東京で2005年4月2日から2007年3月31日まで毎週土曜日深夜26:10～26:40で放送されていたバラエティ番組であり、テレ土→やりすぎ上海の後半部分に当たる。

## 概要
2005年4月に新設された『テレ土』（現：『バラエティ7』）枠の新設に伴い放送開始。タイトルの上海大腕とは、『上海のエンターテイナー』を中国語に訳したものである。またスタジオ撮影は無く、すべて中国で現地撮影を行っているほか、ナレーターや一部のセリフは中国語であるため、いかにも、『中国で撮影・製作された日本の番組』というイメージがある。
放送開始から『やりすぎコージー』（現在は水曜22:00から放送）とセットで放送されていたが、同年10月からはゾーン名が『テレ土』から当番組と『やりすぎコージー』のタイトル頭文字を取って『やりすぎ上海』に改題された。
2007年3月に番組は終了。当番組の後番組は『本番で〜す!』となり、同時にゾーン名も『やりすぎ本番』に改題された。

## 内容
- 2006年9月までの放送では、藤井隆とゲスト（仲間たち）が中国の街を駆け巡りながら、中国の街並みや珍しいものを探すといういわゆる旅番組のような内容だった。
- 2006年10月に内容を大幅にリニューアルし、藤井隆が貫井良一ことヌックというキャラクターになり、パンダの飼育員をめざして中国に上京し、そこでの生活をドラマ仕立てに放送するという内容になった。また、ここから動物園の園長として宮川大輔がレギュラー出演している。
- このほかにも、『明日から使える中国語講座』や中国で活躍する日本人を紹介する『上海的日本人』などのコーナーがある。

## 出演・ゲスト
- 藤井隆
- 宮川大輔
- ケンドーコバヤシ
- ライセンス
- 森三中
- あべこうじ
- 高橋克実
- インパルス
- 島田珠代
- アップダウン
- 平畠啓史
- フットボールアワー

## CD
- 番組内で藤井が演じるキャラクター・DJ大腕が歌唱するというコンセプトを基にしたコンピレーション・アルバムが、2006年4月26日に第1弾が、2007年5月23日に第2弾が発売された。楽曲は第1弾がJ-POPの有名ヒット曲や藤井の過去の曲『OH MY JULIET!』を北京語と英語を交え訳された歌詞でのカバーや藤井と長年の友人でもある島田珠代との番組ユニット‘T＆T’の曲を[注釈 1][1][2]、第2弾は番組内のドラマコーナーから生まれたオリジナル曲を収めた内容となっている[3]。